# Nesormosia
Nesormosia is een ondergeslacht van het geslacht van insecten Amphineurus binnen de familie steltmuggen (Limoniidae).

## Soorten
Deze lijst van 4 stuks is mogelijk niet compleet.
- A. (Nesormosia) fatuus (Hutton, 1902)
- A. (Nesormosia) niveinervis (Edwards, 1923)
- A. (Nesormosia) ochroplaca (Alexander, 1925)
- A. (Nesormosia) subfatuus (Alexander, 1922)